# Мошорин
Мошорин је насеље у општини Тител на територији Аутономне покрајине Војводине у Јужнобачком округу, Република Србија. Налази се у Шајкашкој (југоисточна Бачка) поред реке Тисе и на падинама Тителског (Moшоринског) брега. Према попису из 2022. било је 2406 становника.

## Историја
Село се први пут помиње у 16. веку. За време турске власти (16-17. век), Мошорин се помиње као српско насеље. Од 1699. године село се налази под хабзбуршком влашћу, у оквиру хабзбуршке војне границе. До средине 18. века Мошорин је имао милитарски статус, а када је новембра 1750. године било изјашњавање нико од месних официра није пристао да пређе у провинцијални статус. Уследило је масовно исељавање Срба граничара. Одселили су се Мошоринци делом у Русију где су засновали ново граничарско насеље са истим именом. Део њих се преселио у Банат, као у Орловат где је парох 1753. године постао поп Стефан Станковић из Мошорина. Током 1848–1849. године био је део Српске Војводине, а после тога је поново део војне границе, све до 1873. године, када постаје део Бачко-бодрошке жупаније.
У другој половини 19. века број становника у месту расте. Тако по попису 1880. године има Срба највише - 2200, а других нација је много мање. Мађара има 64, Немаца 44, Румун 1, Рутена 3, док је осталих 82. Укупно је у селу 2394 становника. 1890. године нестало је "осталих" а највише се повећао број Срба, којих сада има 2583, Мађара 80 а Немаца 63, и Румун 1. Број житеља се повећао на 2717. По попису 1908. године укупан број становника је 3267 који живе у 594 кућа. По националности има 2811 Срба, 347 Мађара и 81 Немац.
Од 1918. године, село је део Краљевине Срба, Хрвата и Словенаца (касније названог Краљевина Југославија). Између 1918. и 1922. године, Мошорин је био део Бачке жупаније, између 1922. и 1929. део Београдске области, а између 1929. и 1941. део Дунавске бановине.
Село је 1941. године окупирано од стране мађарских фашиста, а у злогласној рацији на Божић 1942. године фашисти су убили 205 особа, од чега 94 мушкарца, 41 жену, 44 деце и 26 старих, по националности 170 Срба, 34 Рома и 1 Мађара. Део тела убијених бачен је у залеђену реку Тису, а други део закопан у четири масовне гробнице.
Мошорин је ослобођен 1944. године, и од тада је део нове Социјалистичке Југославије. У току ослобођења партизани су натерали мушкарце мађарске националности да се окупе у подруму локалне крчме да би их тамо мучили (чупање ноктију, кастрирање итд). 65-70 мушкараца је јавно стрељано а остали су потерани у логор у Јарак. Католички парох је убијен од стране партизана, католичка црква је срушена а католичко гробље је уништено.
Од 1992. године, део је Савезне Републике Југославије, а од 2003. до 2006. године део државне заједнице Србија и Црна Гора. Након Референдума о независности Црне Горе 2006. Мошорин је постао део Републике Србије.

## Црква и школа
У месту је у старо време постојала мала православна богомоља од меканог материјала (черпића) грађена а шиндром покривена. Била је посвећена Св. Николи. То је 1891. године посведочио мошорински парох поп Светозар Влашкалић. Нова црква, садашња је подигнута на другој локацији и посвећена празнику Духовима. Дозволу су Мошоринци добили за градњу 1797. године, а храм је подигнут већ следеће 1798. године, када ју је осветио владика бачки Јован Јовановић. Током грађанског рата 1848-1849. године та црква није спаљена.
На брегу је прота Светозар Влашкалић подигао задужбину, посвећену св. Николи, намењену за женски манастир. У храм може стати 400 верника. Звона су освећена на двогодишњи парастос малом Србиславу-Бати, 1932. године. Задужбина је зидана седам година. Освећење је маја 1938. обавио др Иринеј Ћирић, епископ новосадско-бачки, том приликом је проти уручио напрсни крст.
Због свог националног рада, прота је од државних власти 1929. одликован орденом Св. Саве IV степена.
Према православној парохијској статистици у месту је на крају 1891. године следеће стање: два православна свештеника, 2610 православаца, 492 православна дома, 315 ученика и три основне школе.

## Демографија
У насељу Мошорин живи 2110 пунолетних становника, а просечна старост становништва износи 37,7 година (36,5 код мушкараца и 38,9 код жена). У насељу има 823 домаћинства, а просечан број чланова по домаћинству је 3,36.
Ово насеље је великим делом насељено Србима (према попису из 2002. године), а у последња три пописа, примећен је пораст у броју становника.
У периоду од 1945-1995. године у село се доселило српско становништво из области Бијелог Бучја (Теслић) и општине Котор Вароши и на тај начин успело да надокнади демографске губитке села након страдања током Рације у Шајкашкој 1942. године.
Презимена која се срећу у Мошорину су: Багић, Бајагић, Бањац, Батић, Бачкалић, Бедов, Борота, Влаовић, Гелић, Ђукић, Ђурђевић, Ђурић, Етински, Живковић, Ивановић, Ивошев, Игњић, Илић, Јанковић, Јеловац, Јовановић, Јосиповић, Јурица, Калаковић, Каназир, Каранов, Карпић, Козарев, Косовац, Крунић, Куруцин, Лазаревић, Лишић, Малетин, Маринков, Марић, Маџар, Мишљеновић, Несторовић, Павловић, Петаков, Петрин, Петровић, Пешић, Пожарев, Пругић, Ранисављев, Русмир, Сарић, Симић, Славнић, Смиљанић, Спасојевић, Станковић, Станојев, Суботин, Тешић, Тривуновић, Тубић, Чавић, Чутурилов, Шодоловић, и други.
|  |

| Демографија | Демографија | Демографија |
| Година      | Становника  | Становника  |
| ----------- | ----------- | ----------- |
| 1948.       | 3.035       |             |
| 1953.       | 3.065       |             |
| 1961.       | 2.906       |             |
| 1971.       | 2.694       |             |
| 1981.       | 2.483       |             |
| 1991.       | 2.552       | 2.539       |
| 2002.       | 2.763       | 2.779       |
| 2011.       | 2.569       |             |

| Етнички састав према попису из 2002.‍ | Етнички састав према попису из 2002.‍ | Етнички састав према попису из 2002.‍ | Етнички састав према попису из 2002.‍ | Етнички састав према попису из 2002.‍ |
| ------------------------------------ | ------------------------------------ | ------------------------------------ | ------------------------------------ | ------------------------------------ |
|                                      |                                      |                                      |                                      |                                      |
| Срби                                 | Срби                                 |                                      | 2.678                                | 96,92%                               |
| Роми                                 | Роми                                 |                                      | 21                                   | 0,76%                                |
| Словаци                              | Словаци                              |                                      | 11                                   | 0,39%                                |
| Југословени                          | Југословени                          |                                      | 8                                    | 0,28%                                |
| Мађари                               | Мађари                               |                                      | 7                                    | 0,25%                                |
| Хрвати                               | Хрвати                               |                                      | 5                                    | 0,18%                                |
| Црногорци                            | Црногорци                            |                                      | 2                                    | 0,07%                                |
| Украјинци                            | Украјинци                            |                                      | 2                                    | 0,07%                                |
| Русини                               | Русини                               |                                      | 2                                    | 0,07%                                |
| Словенци                             | Словенци                             |                                      | 1                                    | 0,03%                                |
| Руси                                 | Руси                                 |                                      | 1                                    | 0,03%                                |
| Немци                                | Немци                                |                                      | 1                                    | 0,03%                                |
| непознато                            | непознато                            |                                      | 11                                   | 0,39%                                |

| Година пописа     | 1948. | 1953. | 1961. | 1971. | 1981. | 1991. | 2002. |
| ----------------- | ----- | ----- | ----- | ----- | ----- | ----- | ----- |
| Број домаћинстава | 752   | 784   | 798   | 789   | 779   | 803   | 823   |

| Број чланова      | 1   | 2   | 3   | 4   | 5  | 6  | 7  | 8 | 9 | 10 и више | Просек |
| ----------------- | --- | --- | --- | --- | -- | -- | -- | - | - | --------- | ------ |
| Број домаћинстава | 145 | 186 | 105 | 184 | 94 | 67 | 26 | 7 | 6 | 3         | 3,36   |

| Пол    | Укупно | Неожењен/Неудата | Ожењен/Удата | Удовац/Удовица | Разведен/Разведена | Непознато |
| ------ | ------ | ---------------- | ------------ | -------------- | ------------------ | --------- |
| Мушки  | 1.132  | 381              | 665          | 59             | 27                 | 0         |
| Женски | 1.119  | 236              | 663          | 187            | 31                 | 2         |
| УКУПНО | 2.251  | 617              | 1.328        | 246            | 58                 | 2         |

| Пол    | Укупно                    | Пољопривреда, лов и шумарство | Рибарство                            | Вађење руде и камена | Прерађивачка индустрија       |
| ------ | ------------------------- | ----------------------------- | ------------------------------------ | -------------------- | ----------------------------- |
| Мушки  | 697                       | 412                           | 2                                    | 8                    | 107                           |
| Женски | 331                       | 217                           | 0                                    | 0                    | 29                            |
| УКУПНО | 1.028                     | 629                           | 2                                    | 8                    | 136                           |
| Пол    | Производња и снабдевање   | Грађевинарство                | Трговина                             | Хотели и ресторани   | Саобраћај, складиштење и везе |
| Мушки  | 2                         | 45                            | 28                                   | 8                    | 35                            |
| Женски | 1                         | 1                             | 37                                   | 1                    | 3                             |
| УКУПНО | 3                         | 46                            | 65                                   | 9                    | 38                            |
| Пол    | Финансијско посредовање   | Некретнине                    | Државна управа и одбрана             | Образовање           | Здравствени и социјални рад   |
| Мушки  | 2                         | 8                             | 16                                   | 11                   | 3                             |
| Женски | 0                         | 3                             | 5                                    | 13                   | 16                            |
| УКУПНО | 2                         | 11                            | 21                                   | 24                   | 19                            |
| Пол    | Остале услужне активности | Приватна домаћинства          | Екстериторијалне организације и тела | Непознато            | Непознато                     |
| Мушки  | 8                         | 0                             | 0                                    | 2                    | 2                             |
| Женски | 4                         | 0                             | 0                                    | 1                    | 1                             |
| УКУПНО | 12                        | 0                             | 0                                    | 3                    | 3                             |

## Познате личности из Мошорина
- Андреја Бањац, посланик на Мајској скупштини.

- Максим Теодоровић Зорић, генерал лајтант руске војске; посинио је чувеног Симеона Гавриловића Неранџића, љубимца руске царице Катарине II. Максим је добио за заслуге велики посед са 416 душа у Псковској губернији.
- Георги Милетић (1837-?) (буг. Георги Милетич), бугарски учитељ и књижевник, брат Светозара Милетића и отац Љубомира Милетића.
- Светозар Милетић (1826—1901), политички вођа Срба у Војводини.
- Василије Поповић (1827—1905), парох мошорински.
- Арон Малетин, (1802—1861), адвокат и добротвор.
- Исидора Секулић (1877—1958), позната српска књижевница, академик.
- Душан Каназир (1921—2009), биолог, академик и председник САНУ 1981-1994.
- Младен Дражетин (1951—2015), доктор друштвених наука, интелектуалац, економиста, позоришни стваралац, песник, књижевник и филозоф. Рођен је и умро у Новом Саду, а део детињства је провео у Мошорину, одакле му је родом био отац Рада.
- Илија Коларић, сликар.
- Светозар Т. Влашкалић, свештеник.
- Илија Марковић (1842—1929), учитељ.
- Радослав Марковић, (1865—1948), протојереј-ставрофор, апостол српског задругарства, писац.
- Душан Марковић,(1874—1935), протојереј, познати национални радник, народни посланик.
- Чеда М. Еремић,(1891—1942), свештеномученик.
- Георгије В. Живанов,(1897—1942), свештеномученик.
- Боривоје-Бора Куруцић, (1904—1964), композитор.
- Васа Мијић (рођен 11. април 1973), српски одбојкаш и освајач златне медаље на Олимпијским играма 2000. године у Сиднеју
- Милан Радин(рођен 1991. године), бивши фудбалер ФК Партизан и освајач ”дупле круне" у сезони 2016/2017 Суперлиге Србије у фудбалу.